# Pablo Chávez Aguilar
Pablo Chávez Aguilar (Lima, 1898-Lima, 21 de octubre de 1950) fue un compositor, organista, director de coro y pedagogo peruano.

## Biografía

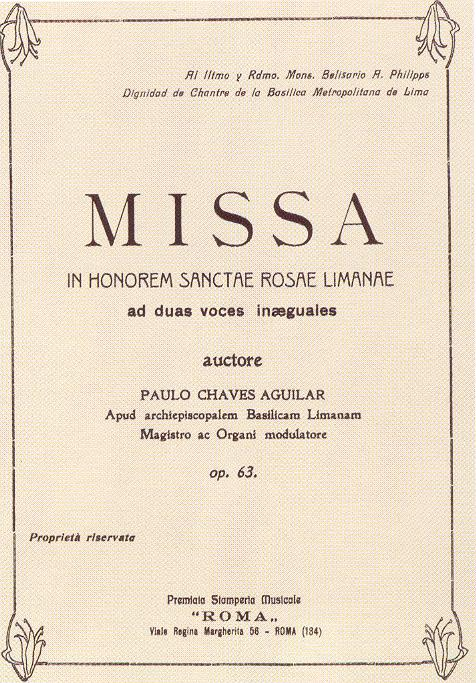
Misa de Santa Rosa de Lima

Realizó sus primeros estudios musicales en el Seminario de Santo Toribio de Lima. En 1918, a los veinte años, estrenó una "Misa Solemne a dos voces iguales" dedicada a Santa Rosa de Lima. Al año siguiente fue enviado a Roma para seguir estudios de teología, desempeñando al mismo tiempo las labores de Organi modulator primus (primer organista). En su primer oficio religioso realizado en abril de 1923 se estrenó su "Misa Solemne a tres y cuatro voces", interpretada por el coro de la Capilla Sixtina. En Italia pudo completar su formación musical en la Escuela Pontificia de Música Sacra. Al regresar a Lima, a fines de 1924, el Venerable Cabildo de Lima lo nombró Maestro de Capilla de la basílica metropolitana, cargo que conservó hasta 1938, para reasumirlo cuatro años más tarde, y desde entonces lo desempeñó hasta su fallecimiento ocurrido el 21 de octubre de 1950. Ejercía las funciones de organista y director musical de todas las ceremonias religiosas. Con Chávez Aguilar la música en la catedral recuperó el nivel de otras épocas.
Tuvo especial cuidado en la calidad de las interpretaciones y en mantener la actividad de la capilla. Su coro de seises, integrado por pequeños alumnos del Seminario de Santo Toribio siguiendo una tradición que venía desde el siglo XVII, cantaba todos los días en la misa de la mañana. En su repertorio los seises tenían una veintena de misas gregorianas. En 1934 asumió la dirección del semanario "El amigo del clero", cargo que desempeñó durante dos períodos. En 1936 fue designado canónigo de la catedral. En la ceremonia de incorporación participó el coro infantil del Seminario de Santo Toribio compuesto de cuarenta voces y una nutrida orquesta. Conoció a grandes de la música como Lorenzo Perosi, Félix la Rosa, Don Licinio Refice y Antonio Oropeza, además de Chichitar Iri, Luis Gonzales, conocido como el "Wawa", Oscar Hernández, alias "Payasin", todos ellos, reconocidos músicos del seminario Santo Toribio de Mogrovejo.

## Obra
La relación de sus obras religiosas es extensa. Entre ellas destacan la misa dedicada a Santa Rosa de Lima y la compuesta en conmemoración de la Batalla de Ayacucho, que fue estrenada en la catedral, además de diferentes obras corales y una colección de doce himnos, con acompañamiento de órgano. El catálogo completo de sus obras puede consultarse en "Guía musical del Perú" de Carlos Raygada.
Fue el primer Director Nacional de las Obras Misionales Pontificias en 1940, cargo que lo mantuvo hasta 1945; asimismo, fue el autor de la música del himno del Colegio Militar "Leoncio Prado".
Compuso el Himno "Gloria a Grau" que enaltece y glorifica el ejemplo de Miguel Grau Seminario, reconociendo la trascendencia del héroe y entregando a los marinos de guerra del Perú un himno que cohesiona su espíritu.